# Ogcodes kosi
Ogcodes kosi este o specie de muște din genul Ogcodes, familia Acroceridae, descrisă de Barraclough în anul 1984. Conform Catalogue of Life specia Ogcodes kosi nu are subspecii cunoscute.